# James Ritty

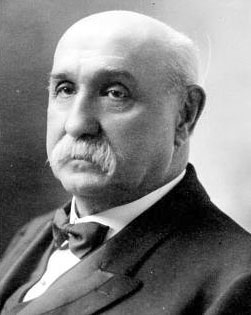
James Jacob Ritty

James Jacob Ritty (* 29. Oktober 1836 in Dayton, Ohio; † 29. März 1918) war ein US-amerikanischer Lokalbesitzer in Dayton, der 1879 die erste Registrierkasse zum Patent anmeldete, um sich so seiner diebischen Bediensteten erwehren zu können.
Das Patent erhielt er zusammen mit John Birch am 30. Januar 1883. Schon damals vorhanden war das typische Klingelzeichen, das um die Welt ging und auch von der Musikgruppe Pink Floyd als Einleitung für Money verwendet wurde.
Als „Dealer in Pure Whiskies, Fine Wines, and Cigars“ eröffnete er seinen ersten Saloon 1871, sein Pony House 1882 und zog sich 1895 aus dem Geschäftsleben zurück.
Nachdem Ritty eine kleine Fabrik zur Herstellung seiner „Ritty's Incorruptible Cashiers“ gegründet hatte, war er bald mit der Leitung zweier Betriebe überfordert – immerhin sollen sich in seinem „Pony House“ Größen wie Buffalo Bill Cody, Jack Dempsey und der Bankräuber John Dillinger eingefunden haben. Er verkaufte seine Fabrik an Jacob H. Eckert aus Cincinnati, der daraus die National Manufacturing Company schuf. 1884 wurde diese allerdings wiederum an John H. Patterson verkauft, der die Firma als National Cash Register Company (heute: NCR Corporation) weiterführte und ausbaute.
Rittys Pony House wurde von 1882 bis 1967 ununterbrochen fortgeführt – auch in den Zeiten der Prohibition, damals als „Pony House Stag Hotel“. Heute ist das neu aufgebaute Inventar dieses Saloons ein lokales historisches Denkmal in Dayton.